# Jon Durham
Jon Durham (Yorkshire del Sur, Inglaterra; 12 de junio de 1965 – 16 de marzo de 2025) fue un futbolista inglés que jugó en la posición de delantero centro.

## Equipos
| Periodo   | Club                |
| --------- | ------------------- |
| 1983-1984 | Rotherham United FC |
| 1984-1986 | Torquay United FC   |
| 1986–1989 | Saltash United FC   |
| 1989–1991 | Tiverton Town FC    |
| 1991–1994 | Taunton Town FC     |

## Logros
- Western Football League (2): 1986/87, 1988/89
- Western Football League Cup (2): 1986/87, 1987/88
- Cornwall Senior Cup (1): 1987/88
- Combination Challenge Cup (1): 1993/94
- Combination Subsidiary League Cup (3): 1991/92, 1992/93, 1993/94